# Hejnums socken
Hejnums socken ingick i Gotlands norra härad, ingår sedan 1971 i Gotlands kommun och motsvarar från 2016 Hejnums distrikt.
Socknens areal är 45,01 kvadratkilometer, varav 44,29 land. År 2020 fanns här 107 invånare. Sockenkyrkan Hejnums kyrka ligger i socknen. 

## Administrativ historik
Hejnums socken har medeltida ursprung. Socknen tillhörde Bäls ting som i sin tur ingick i Bro setting i Nordertredingen.
Vid kommunreformen 1862 övergick socknens ansvar för de kyrkliga frågorna till Hejnums församling och för de borgerliga frågorna bildades Hejnums landskommun. Landskommunen inkorporerades 1952 i Tingstäde landskommun och ingår sedan 1971 i Gotlands kommun. Församlingen uppgick 2007 i Väskinde församling.
1 januari 2016 inrättades distriktet Hejnum, med samma omfattning som församlingen hade 1999/2000.  
Socknen har tillhört samma fögderier och domsagor som Gotlands norra härad. De indelta båtsmännen tillhörde Gotlands första båtsmanskompani.

## Geografi
Hejnums socken ligger i inre norra Gotland. Socknen är slättbygd i centrum med skogssmark i väster och öster. Norra delen av socknen går fram mot Tingstäde träsk. I öster lägger hällmarken Hejnum hällar med alvarmark. Typiska torrmarksväxter som bergkrabba, gotlandssolvända, fetknoppsarter och tulkört bildar här en mycket säregen flora. Rövätar och Kallgateburg är ett naturreservat vid hällmarkens östra gräns. Hela hällmarksområdet avvattnas här i källsprång. Det kalla vattnet rinner över det svagt sluttande området och det har bildats ett källkärr med en säregen flora, bl.a. med istidsrelikter som fjälltätört och många orkidéer.

### Gårdsnamn

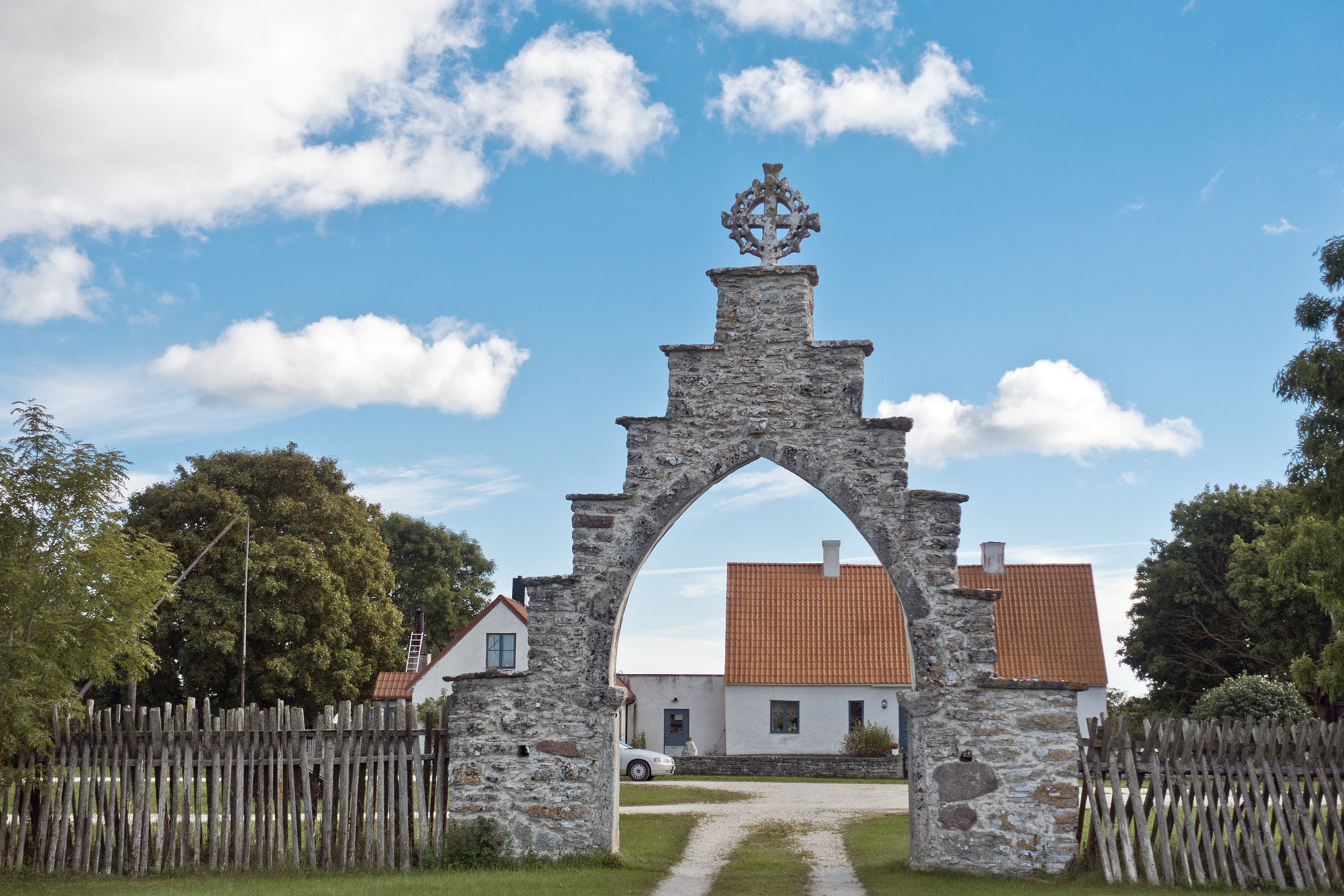
Gårdsport vid Riddare Hejnum

Bjärs där Bjärs gravfält ligger, Boters, Graute, Kyrkebys Lilla, Kyrkebys Stora, Mallgårds, Norrbys, Nygårds, Prästgården, Riddare, Rings, Rote, Suderbys.
Enligt en sägen ska hövdingen Ormika ha ägt gården Kyrkebys. När Olof den helige kom till Gotland, var han den förste som antog Olofs lära. Han lät också Olof bo över vintern på gården.
Enligt en annan sägen har gårdsnamnet Riddare uppkommit genom att en bonde från gården deltog i slaget mot kung Birger på Röcklinge backe i Lärbro år 1313, och därvid räddat den tillfångatagna kungens liv. Som tack för detta ska han därefter ha dubbats till riddare.

## Fornlämningar
Kända från socknen är 20 gravfält stensträngar och stenar med sliprännor från järnåldern. Sju runristningar och en bildsten finns här också.

## Namnet
Namnet (1300-talet Hainaimj) har olika tolkningar, dock med efterleden hem, 'boplats; gård' här kanske 'bygd'. En tolkning är hai(dh)nir, 'hedborna, de på heden', en annan hen, 'brynsten' syftande på hällmarkerna.

## Befolkningsutveckling
| Befolkningsutvecklingen i Hejnums socken 1780–2020 | Befolkningsutvecklingen i Hejnums socken 1780–2020 | Befolkningsutvecklingen i Hejnums socken 1780–2020 | Befolkningsutvecklingen i Hejnums socken 1780–2020 | Befolkningsutvecklingen i Hejnums socken 1780–2020 |
| --- | -------------------------------------------------- | -------------------------------------------------- | -------------------------------------------------- | -------------------------------------------------- |
| |                                                    |                                                    |                                                    |                                                    |
| År |                                                    |                                                    | Folkmängd                                          |                                                    |
| 1780 | 1780                                               |                                                    | 221                                                |                                                    |
| 1790 | 1790                                               |                                                    | 165                                                |                                                    |
| 1800 | 1800                                               |                                                    | 217                                                |                                                    |
| 1810 | 1810                                               |                                                    | 242                                                |                                                    |
| 1820 | 1820                                               |                                                    | 250                                                |                                                    |
| 1830 | 1830                                               |                                                    | 281                                                |                                                    |
| 1840 | 1840                                               |                                                    | 311                                                |                                                    |
| 1850 | 1850                                               |                                                    | 328                                                |                                                    |
| 1860 | 1860                                               |                                                    | 329                                                |                                                    |
| 1870 | 1870                                               |                                                    | 309                                                |                                                    |
| 1880 | 1880                                               |                                                    | 330                                                |                                                    |
| 1890 | 1890                                               |                                                    | 312                                                |                                                    |
| 1900 | 1900                                               |                                                    | 290                                                |                                                    |
| 1910 | 1910                                               |                                                    | 278                                                |                                                    |
| 1920 | 1920                                               |                                                    | 271                                                |                                                    |
| 1930 | 1930                                               |                                                    | 285                                                |                                                    |
| 1940 | 1940                                               |                                                    | 255                                                |                                                    |
| 1950 | 1950                                               |                                                    | 230                                                |                                                    |
| 1960 | 1960                                               |                                                    | 211                                                |                                                    |
| 1970 | 1970                                               |                                                    | 181                                                |                                                    |
| 1980 | 1980                                               |                                                    | 169                                                |                                                    |
| 1990 | 1990                                               |                                                    | 146                                                |                                                    |
| 2000 | 2000                                               |                                                    | 128                                                |                                                    |
| 2010 | 2010                                               |                                                    | 121                                                |                                                    |
| 2020 | 2020                                               |                                                    | 107                                                |                                                    |
| Anm: Källor: Umeå universitet - Tabellverket 1749-1859, Demografiska databasen, CEDAR, Umeå universitet, Befolkningsutvecklingen i Gotlands socknar 2000 - 2010, Folkmängden per distrikt, landskap, landsdel eller riket efter kön. År 2015 - 2022. |                                                    |                                                    |                                                    |                                                    |

### Fotnoter
1. 1 2  Svensk Uppslagsbok andra upplagan 1947–1955: Hejnum socken
2. ↑  ”Folkmängden per distrikt, landskap, landsdel eller riket efter kön. År 2015 - 2022”. Statistikdatabasen. Statistiska centralbyrån. http://www.statistikdatabasen.scb.se/pxweb/sv/ssd/START__BE__BE0101__BE0101A/FolkmangdDistrikt/. Läst 23 april 2023.
3. ↑  Harlén, Hans; Harlén Eivy (2003). Sverige från A till Ö: geografisk-historisk uppslagsbok. Stockholm: Kommentus. Libris 9337075. ISBN 91-7345-139-8
4. ↑  ”Församlingar”. Statistiska centralbyrån. https://www.scb.se/hitta-statistik/regional-statistik-och-kartor/regionala-indelningar/forsamlingar/. Läst 30 december 2022.
5. ↑  Administrativ historik för Hejnum socken (Klicka på församlingsposten). Källa: Nationella arkivdatabasen, Riksarkivet.
6. ↑  Om Gotlands båtsmanskompani
7. 1 2  Sjögren, Otto (1931). Sverige geografisk beskrivning del 2 Östergötlands, Jönköpings, Kronobergs, Kalmar och Gotlands län. Stockholm: Wahlström & Widstrand. Libris 9939
8. 1 2  Nationalencyklopedin
9. ↑  Förteckning över slipskåror
10. ↑  Fornlämningar, Statens historiska museum: Hejnums socken
11. ↑  Fornminnesregistret, Riksantikvarieämbetet: Hejnums socken Fornminnen i socknen erhålls på kartan genom att skriva in sockennamn (utan "socken") i "Ange geografiskt område"
12. ↑  Mats Wahlberg, red (2003). Svenskt ortnamnslexikon. Uppsala: Institutet för språk och folkminnen. Libris 8998039. ISBN 91-7229-020-X. https://isof.diva-portal.org/smash/get/diva2:1175717/FULLTEXT02.pdf